# Mountain Lake (See, Virginia)
Der Mountain Lake gehört neben dem Lake Drummond zu den beiden einzigen natürlichen Süßwasserseen im US-Bundesstaat Virginia. Bei allen übrigen Seen im Staatsgebiet handelt es sich um von Menschen geschaffene Stauseen oder Wasserspeicher.
Der Mountain Lake liegt bei der Stadt Pembroke im Giles County, Virginia. Der auf 1181 m Höhe liegende See hat eine Größe von rund 0,2 km² (320 Acres) und eine mittlere Tiefe von 5 m, die jedoch bis 35 m bei Hochwasser anwachsen kann. Vermutlich entstand er durch einen gewaltigen Felssturz, der vor etwa 6000 Jahren das abfließende Wasser aufstaute. Das Giles County gilt als das seismisch aktivste Gebiet in Virginia, so dass ein Erdbeben den Felssturz verursacht haben könnte. Wenn der Mountain Lake überläuft, strömt das Wasser über einen Abfluss (Pond Drain) in den Little Stony Creek und schließlich in den New River. Der Rand des Sees hielt den Erosionskräften stand, so dass kein Abflussgraben entstand und sich der See völlig entleeren konnte.
Der Mountain Lake wurde 1751 durch Christopher Gist von der Ohio Company of Virginia entdeckt, als er das Land für die Company erkundete und den See in seinem Bericht beschrieb. Im Frühjahr 1768 kamen Siedler und trieben ihre Rinder in ein Tal mit saftigen Wiesen. Sie entdeckten Salzvorkommen als Nahrungsergänzung für das Vieh, jedoch keinen See, und nannten den Ort Salt Pond Mountain. Der verschwundene See ließ die Siedler am Wahrheitsgehalt von Christopher Gists Bericht zweifeln. Von 1950 bis etwa 1990 war der See gefüllt, doch von 1998 bis 2002 schrumpfte die Oberfläche um mehr als die Hälfte. Im Jahr 2003 füllte er sich erneut, bis er im September 2008 trotz überdurchschnittlichen Niederschlags fast völlig austrocknete. Die Ursache ist eine große Anzahl undichter Stellen und Felsspalten im Boden. Wenn Schlick und Laub die Öffnungen verschließen, steigt der Pegel des Sees. Das stetige Ablaufen des Wassers lässt den Schlamm erodieren und öffnet die Risse im Boden erneut, so dass die Entwässerung den Zufluss übersteigt. Zeitweilig trocknet der See vollständig aus, wie 2008 und offenbar auch zwischen 1751 und 1768 geschehen. Eine weitere Ursache für dieses Phänomen könnten die konstanten kleineren Erdbeben in dieser Region sein, die ein Öffnen und Schließen von Felsspalten verursachen.
Um 1856 wurden ein Hotel und eine Sägemühle am See errichtet. Reisende kamen mit Postkutschen und später mit der Norfolk and Western Railway zum Mountain Lake. Das Hotel wurde im Lauf der Jahre mehrfach umgebaut und wechselte häufig den Besitzer. 1987 war es Drehort für den US-Spielfilm Dirty Dancing mit Patrick Swayze und Jennifer Grey.